# La Vôge-les-Bains
Pour la une revue d'histoire régionale, voir La Vôge.
La Vôge-les-Bains est une commune nouvelle française située dans le département des Vosges, en région Grand Est.
Elle est issue du regroupement des trois communes de Bains-les-Bains, Harsault et Hautmougey le 1er janvier 2017, qui deviennent communes déléguées. Son chef-lieu est fixé à Bains-les-Bains.

## Géographie

### Localisation
La Vôge-les-Bains se trouve au cœur de la Vôge, au sud du département, à 6,7 kilomètres de Fontenoy-le-Château, à 23 de Plombières-les-Bains, 33 de Luxeuil-les-Bains, 38 d'Épinal et une quarantaine des villes thermales de Vittel et Contrexéville.
Harsault et Hautmougey sont séparées de Bains-les-Bains par le Côney et le canal de l'Est.
| La Haye Vioménil                      | Charmois-l'Orgueilleux |                                           |
| Gruey-lès-Surance Fontenoy-le-Château | La Vôge-les-Bains      | La Chapelle-aux-Bois Les Voivres Xertigny |
| Fontenoy-le-Château Montmotier        | Trémonzey              | Le Clerjus                                |

### Géologie et relief
- La Vôge à l’Est[1].
- Cartes topographiques La Vôge-les-Bains[2] :

Ferme du Chesnois.
Le Raval.
Le Pont du Coney.
Bains-les-Bains.

### Sismicité
Commune située dans une zone 3 de sismicité modérée.

### Voies de communication et transports

#### Voies routières
La commune de la Vôge-les-Bains est traversée par la départementale 164 du Nord-Ouest au Sud-Ouest. Elle est également desservie par la départementale 434 reliant Épinal à Charmoille en Haute-Saône.

#### Transports en commun
- Fluo Grand Est.

### Gare et transport ferroviaire

#### Lignes SNCF

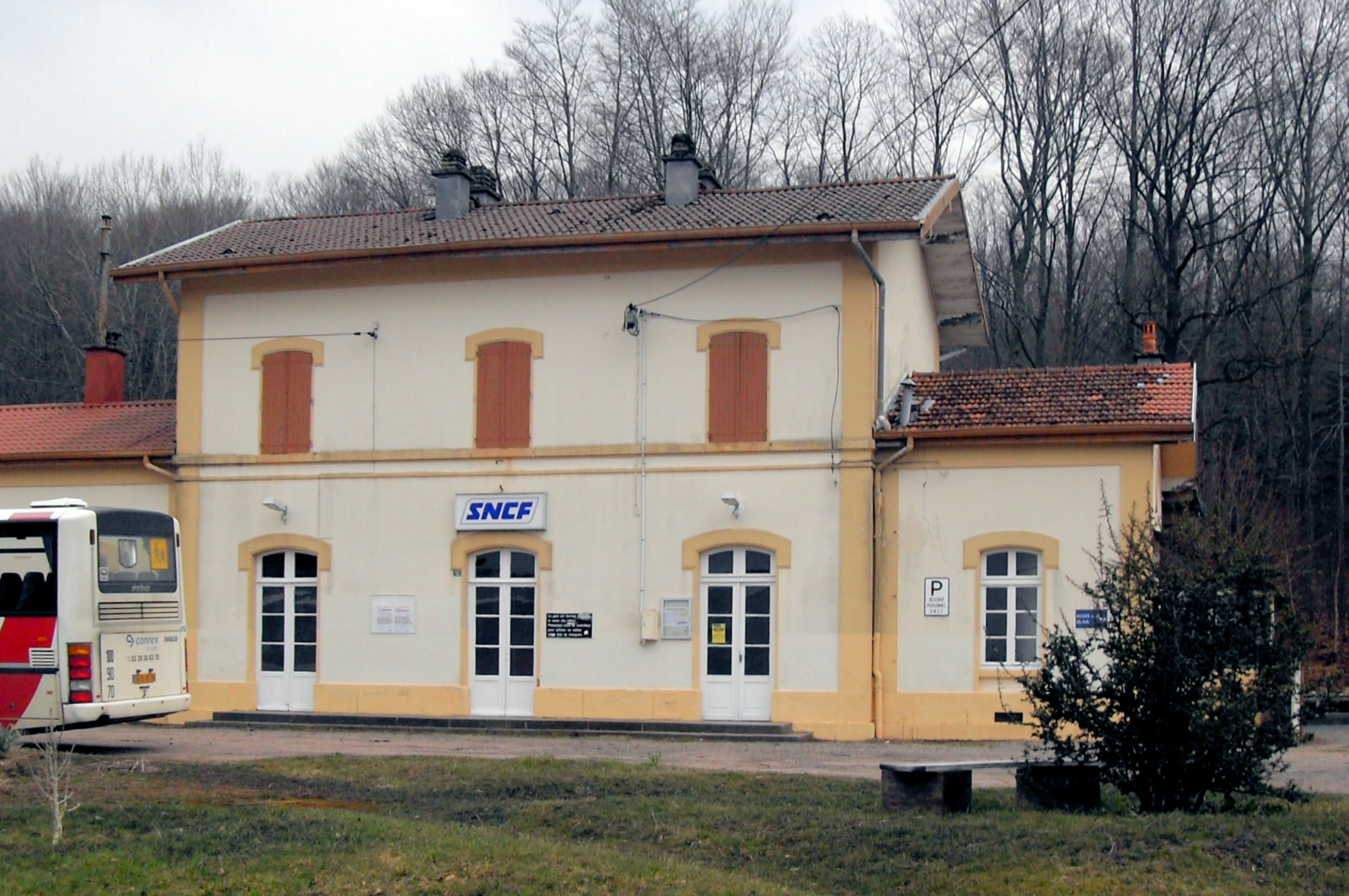
La Gare de Bains-les-Bains.

La ville de Bains-les-Bains est desservie par la ligne L11 qui relie Épinal à Montmotier, ligne qui appartient au réseau Imagine - Ligne de Territoire. 
Elle est aussi équipée d'une flotte de vélo en libre-service du réseau Vivolt déjà déployé dans les villes d'Épinal, Thaon-les-Vosges et Charmes.
Elles disposent de deux stations. Une située à la gare est une autre située place du Docteur Leroy devant l'hôtel de ville de Bains-les-Bains.
La commune déléguée de Bains-les-Bains dispose d'une gare, qui se trouve en fait au Clerjus. Elle est desservie par la ligne TER reliant Épinal à Belfort.

### Hydrographie et les eaux souterraines
Hydrogéologie et climatologie : Système d’information pour la gestion des eaux souterraines du bassin Rhin-Meuse :
Territoire communal : Occupation du sol (Corinne Land Cover); Cours d'eau (BD Carthage),
Géologie : Carte géologique; Coupes géologiques et techniques,
 Hydrogéologie : Masses d'eau souterraine; BD Lisa; Cartes piézométriques.
La commune est située dans le bassin versant de la Saône au sein du bassin Rhône-Méditerranée-Corse. Elle est drainée par le canal de l'Est, le Coney, le Bagnerot, le Récourt, le ruisseau de Francogney, le ruisseau de Gruey, le ruisseau des Cailloux, le ruisseau de Falvinfoing, le ruisseau d'Hautmougey, le ruisseau Grandrupt et le ruisseau Jeandin.
Le canal de l'Est, d'une longueur totale de 50,6 km, prend sa source dans la commune de Girancourt et se jette  dans la Saône à Corre, après avoir traversé 14 communes.

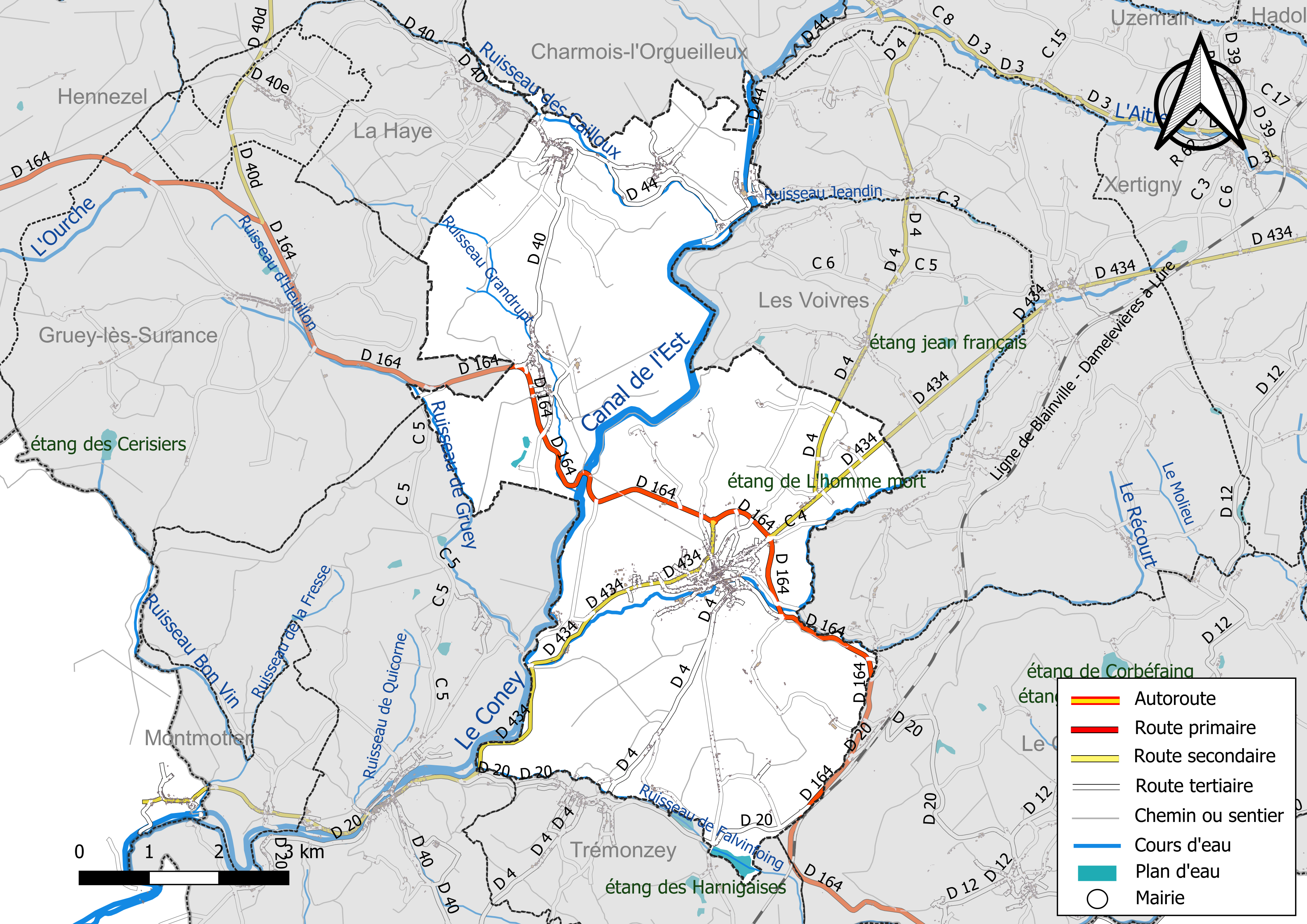
Réseaux hydrographique et routier de la Vôge-les-Bains.

Le Côney, d'une longueur totale de 55,2 km, prend sa source dans la commune de Dounoux et se jette  dans le canal de l'Est à Corre, après avoir traversé 20 communes.

Le Bagnerot, d'une longueur totale de 13,4 km, prend sa source dans la commune de Xertigny et se jette  dans le Côney sur la commune, après avoir traversé quatre communes.

### Climat
Pour des articles plus généraux, voir Climat du Grand Est et Climat des Vosges.
En 2010, le climat de la commune est de type climat de montagne, selon une étude du Centre national de la recherche scientifique s'appuyant sur une série de données couvrant la période 1971-2000. En 2020, Météo-France publie une typologie des climats de la France métropolitaine dans laquelle la commune est exposée à un climat semi-continental et est dans la région climatique Lorraine, plateau de Langres, Morvan, caractérisée par un hiver rude (1,5 °C), des vents modérés et des brouillards fréquents en automne et hiver.
Pour la période 1971-2000, la température annuelle moyenne est de 9,7 °C, avec une amplitude thermique annuelle de 16,9 °C. Le cumul annuel moyen de précipitations est de 1 128 mm, avec 13,1 jours de précipitations en janvier et 10 jours en juillet. Pour la période 1991-2020, la température moyenne annuelle observée sur la station météorologique installée sur la commune est de 10,5 °C et le cumul annuel moyen de précipitations est de 1 356,7 mm. 
La température maximale relevée sur cette station est de 40,8 °C, atteinte le 25 juillet 2019 ; la température minimale est de −21,4 °C, atteinte le 24 décembre 2001,,.
| Mois                                  | jan.             | fév.             | mars           | avril         | mai             | juin         | jui.           | août           | sep.          | oct.            | nov.           | déc.            | année      |
| ------------------------------------- | ---------------- | ---------------- | -------------- | ------------- | --------------- | ------------ | -------------- | -------------- | ------------- | --------------- | -------------- | --------------- | ---------- |
| Température minimale moyenne (°C)     | −1,3             | −1,3             | 0,9            | 3,4           | 7,7             | 11,2         | 13             | 12,7           | 8,9           | 6,1             | 2,3            | −0,1            | 5,3        |
| Température moyenne (°C)              | 1,9              | 2,9              | 6,4            | 9,8           | 14              | 17,6         | 19,5           | 19,3           | 15,1          | 10,9            | 5,9            | 2,9             | 10,5       |
| Température maximale moyenne (°C)     | 5,2              | 7,1              | 11,9           | 16,3          | 20,3            | 24           | 26             | 25,8           | 21,2          | 15,8            | 9,4            | 5,8             | 15,7       |
| Record de froid (°C) date du record   | −20,5 12.01.1987 | −19,5 22.02.1986 | −18,1 01.03.05 | −7,5 08.04.03 | −3,2 06.05.1979 | 1,6 03.06.06 | 3,6 01.07.1984 | 2,7 30.08.1998 | −1 30.09.1995 | −7,5 29.10.1997 | −13 23.11.1998 | −21,4 24.12.01  | −21,4 2001 |
| Record de chaleur (°C) date du record | 15,5 05.01.1999  | 22,2 27.02.19    | 26 31.03.21    | 29,5 21.04.18 | 33 29.05.05     | 37 26.06.19  | 40,8 25.07.19  | 39,2 12.08.03  | 33,5 16.09.20 | 27,1 04.10.1985 | 23 07.11.15    | 17,2 16.12.1989 | 40,8 2019  |
| Précipitations (mm)                   | 132,2            | 105,5            | 107,7          | 87            | 115,5           | 89,7         | 96,1           | 99,3           | 104,9         | 127,3           | 137,5          | 154             | 1 356,7    |

| Diagramme climatique                                  |              |              |           |              |            |          |              |              |              |             |            |
| J                                                     | F            | M            | A         | M            | J          | J        | A            | S            | O            | N           | D          |
| 5,2−1,3132,2                                          | 7,1−1,3105,5 | 11,90,9107,7 | 16,33,487 | 20,37,7115,5 | 2411,289,7 | 261396,1 | 25,812,799,3 | 21,28,9104,9 | 15,86,1127,3 | 9,42,3137,5 | 5,8−0,1154 |
| Moyennes : • Temp. maxi et mini °C • Précipitation mm |              |              |           |              |            |          |              |              |              |             |            |

Les paramètres climatiques de la commune ont été estimés pour le milieu du siècle (2041-2070) selon différents scénarios d'émission de gaz à effet de serre à partir des nouvelles projections climatiques de référence DRIAS-2020. Ils sont consultables sur un site dédié publié par Météo-France en novembre 2022.

## Urbanisme

### Typologie
Au 1er janvier 2024, La Vôge-les-Bains est catégorisée commune rurale à habitat dispersé, selon la nouvelle grille communale de densité à sept niveaux définie par l'Insee en 2022.
Elle est située hors unité urbaine et hors attraction des villes,.

## Toponymie
La commune est issue du regroupement des trois communes Bains-les-Bains, Harsault et Hautmougey qui deviennent des communes déléguées ; son chef-lieu se situe à Bains-les-Bains.
La Vôge-les-Bains découle du nom de la Vôge, une contrée naturelle des Vosges dans laquelle se trouve la commune, et des bains exploités par les Romains au Ier siècle, qui ont permis à la commune de devenir une ville thermale.

## Histoire
La commune nouvelle est créée par l'arrêté préfectoral du 5 décembre 2016 avec effet au 1er janvier 2017,, à la suite des avis des conseils municipaux des trois communes en date du 20 octobre 2016.

## Politique et administration
| Nom                     | Code Insee | Intercommunalité  | Superficie (km2) | Population (dernière pop. légale) | Densité (hab./km2) |
| ----------------------- | ---------- | ----------------- | ---------------- | --------------------------------- | ------------------ |
| Bains-les-Bains (siège) | 88029      | CC du Val de Vôge | 25,37            | 1 225 (2014)                      | 48                 |
| Harsault                | 88234      | CC du Val de Vôge | 10,85            | 376 (2014)                        | 35                 |
| Hautmougey              | 88235      | CC du Val de Vôge | 7,87             | 141 (2014)                        | 18                 |

### Liste des maires
| Période        | Période  | Identité        | Étiquette | Qualité |
| -------------- | -------- | --------------- | --------- | ------- |
| 4 janvier 2017 | En cours | Frédéric Drevet | PS        | Maire   |

### Budget et fiscalité 2022

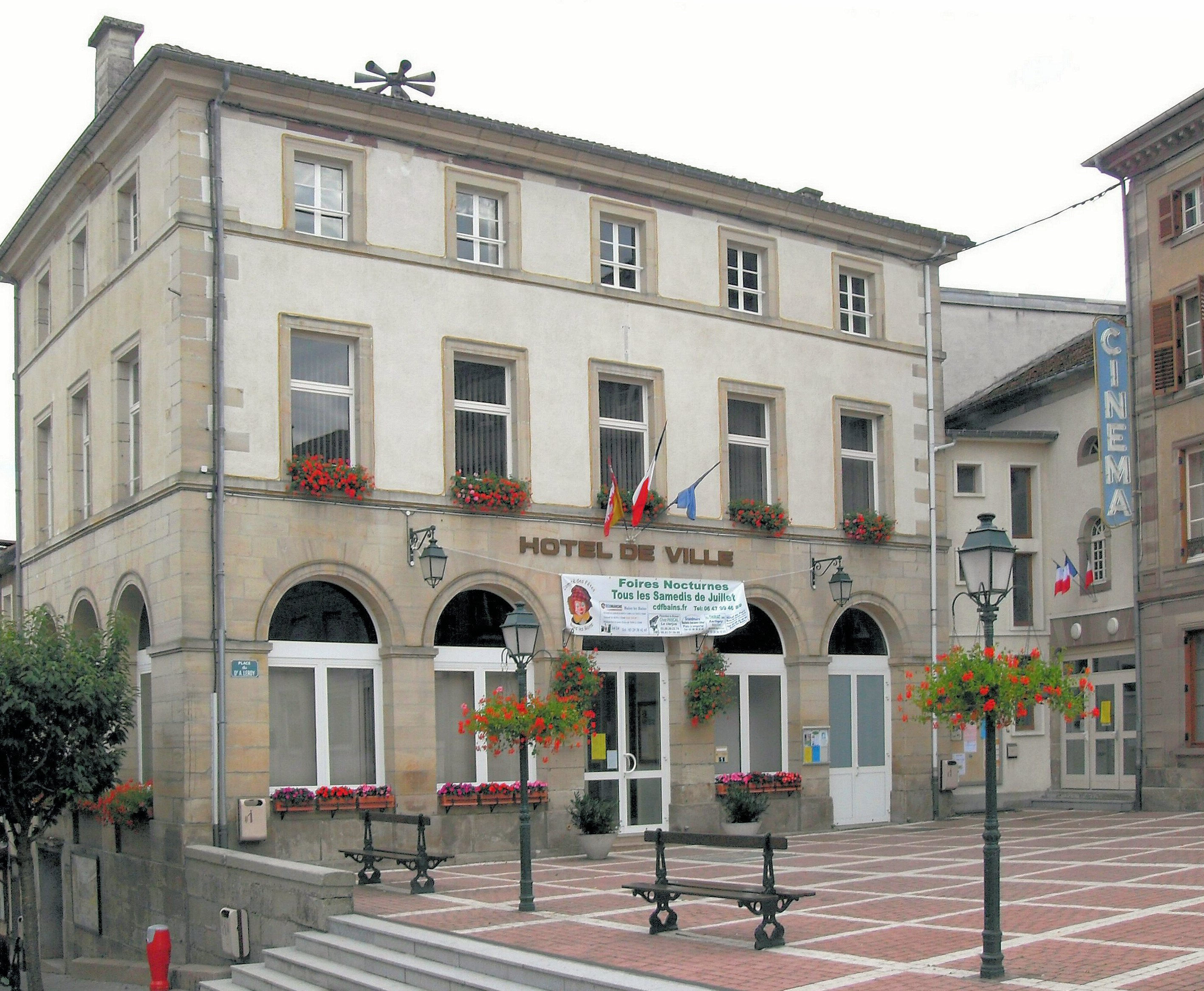
La mairie.

En 2022, le budget de la commune était constitué ainsi :
- total des produits de fonctionnement : 1 588 000 €, soit 915 € par habitant ;
- total des charges de fonctionnement : 1 303 000 €, soit 751 € par habitant ;
- total des ressources d'investissement : 482 000 €, soit 278 € par habitant ;
- total des emplois d'investissement : 928 000 €, soit 535 € par habitant ;
- endettement : 1 763 000 €, soit 1 016 € par habitant.

Avec les taux de fiscalité suivants :
- taxe d'habitation : 17,60 % ;
- taxe foncière sur les propriétés bâties : 42,97 % ;
- taxe foncière sur les propriétés non bâties : 32,69 % ;
- taxe additionnelle à la taxe foncière sur les propriétés non bâties : 0,00 % ;
- cotisation foncière des entreprises : 0,00 %.

Chiffres clés Revenus et pauvreté des ménages en 2021 : médiane en 2021 du revenu disponible, par unité de consommation : 19 550 €.

## Population et société

### Démographie

#### Évolution démographique
En 2013, la population totale des trois communes regroupées représentait 1 734 habitants.
L'évolution du nombre d'habitants est connue à travers les recensements de la population effectués dans la commune depuis sa création.

En 2022, la commune comptait 1 556 habitants, en évolution de −6,38 % par rapport à 2016 (Vosges : −2,96 %, France hors Mayotte : +2,11 %).
| 2015  | 2016  | 2017  | 2022  |
| ----- | ----- | ----- | ----- |
| 1 700 | 1 662 | 1 624 | 1 556 |

### Enseignement
Établissements d'enseignements : 
- Écoles maternelles et primaires à La Vôge-les-Bains, Fontenoy-le-Château, La Chapelle-aux-Bois.
- Collèges à La Vôge-les-Bains.
- Lycées à La Vôge-les-Bains.

### Santé
- Professionnels et établissements de santé : Médecins, pharmacie[25].
- Maison de retraite les sentiers d'automne (Établissement d'hébergement pour personnes âgées dépendantes)[26].
- Xertigny est à mi-chemin entre le centre hospitalier Émile-Durkheim d'Épinal, le centre hospitalier de Remiremont et l'hôpital de Luxeuil-les-Bains.

### Cultes
- Culte catholique, Paroisse Saint-Colomban-en-Vôge[27], Diocèse de Saint-Dié.

## Économie

### Entreprises et commerces

#### Agriculture
- Culture et élevage associés.
- Élevage d'autres bovins et de buffles.
- Élevage d'ovins et de caprins.
- Élevage de vaches laitières.
- Élevage de chevaux et d'autres équidés.
- Sylviculture et autres activités forestières.

#### Tourisme
- Hébergements et restauration à Bains-les-Bains, Xertigny, Anjeux, Claudon, Sanchey, Dombsle-devant-Darney, Épinal, Remiremont.

#### Commerces
- Commerces et services de proximité.

## Culture locale et patrimoine

### Lieux et monuments

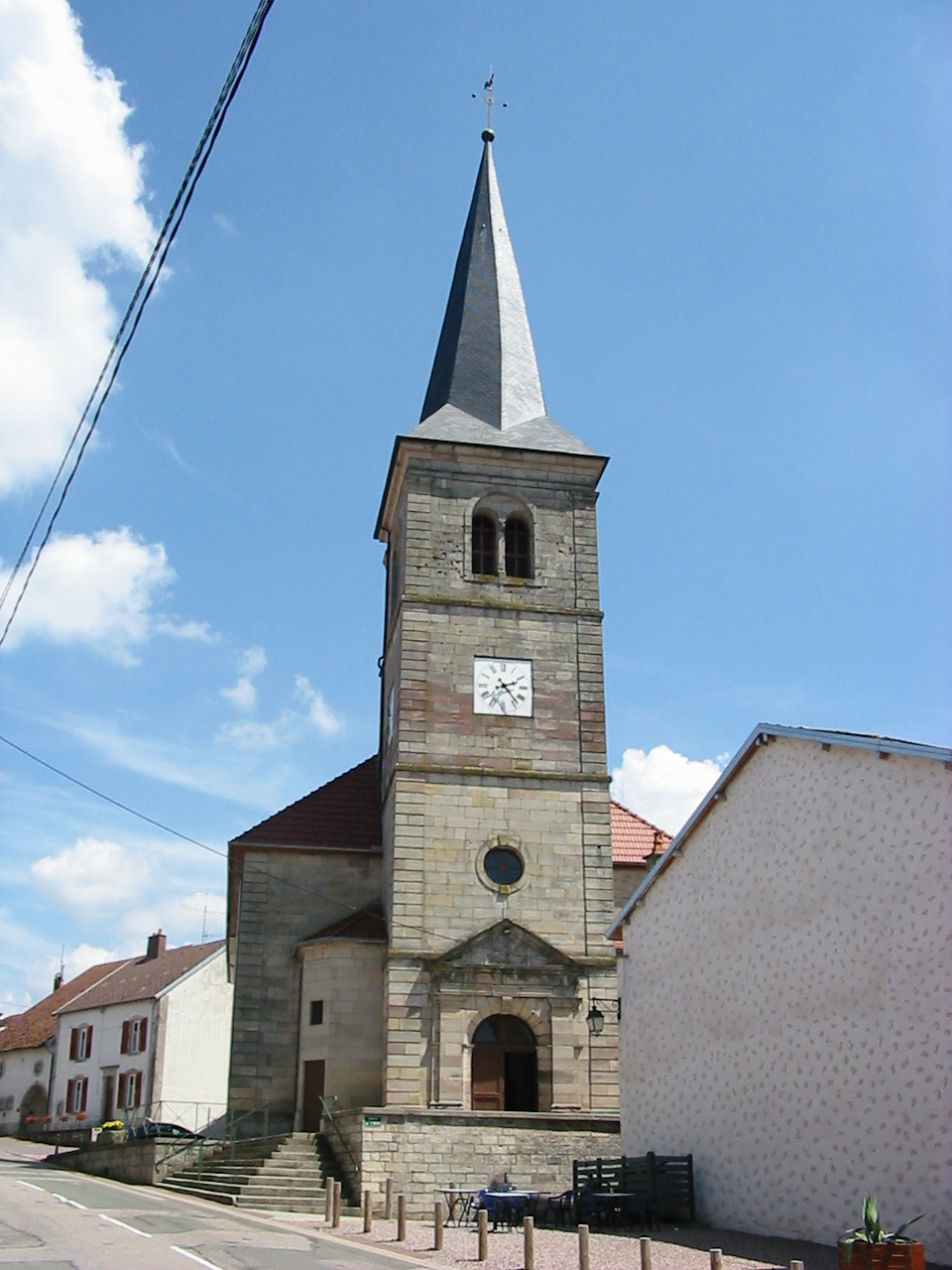
Église Saint-Colomban à Bains-les-Bains.
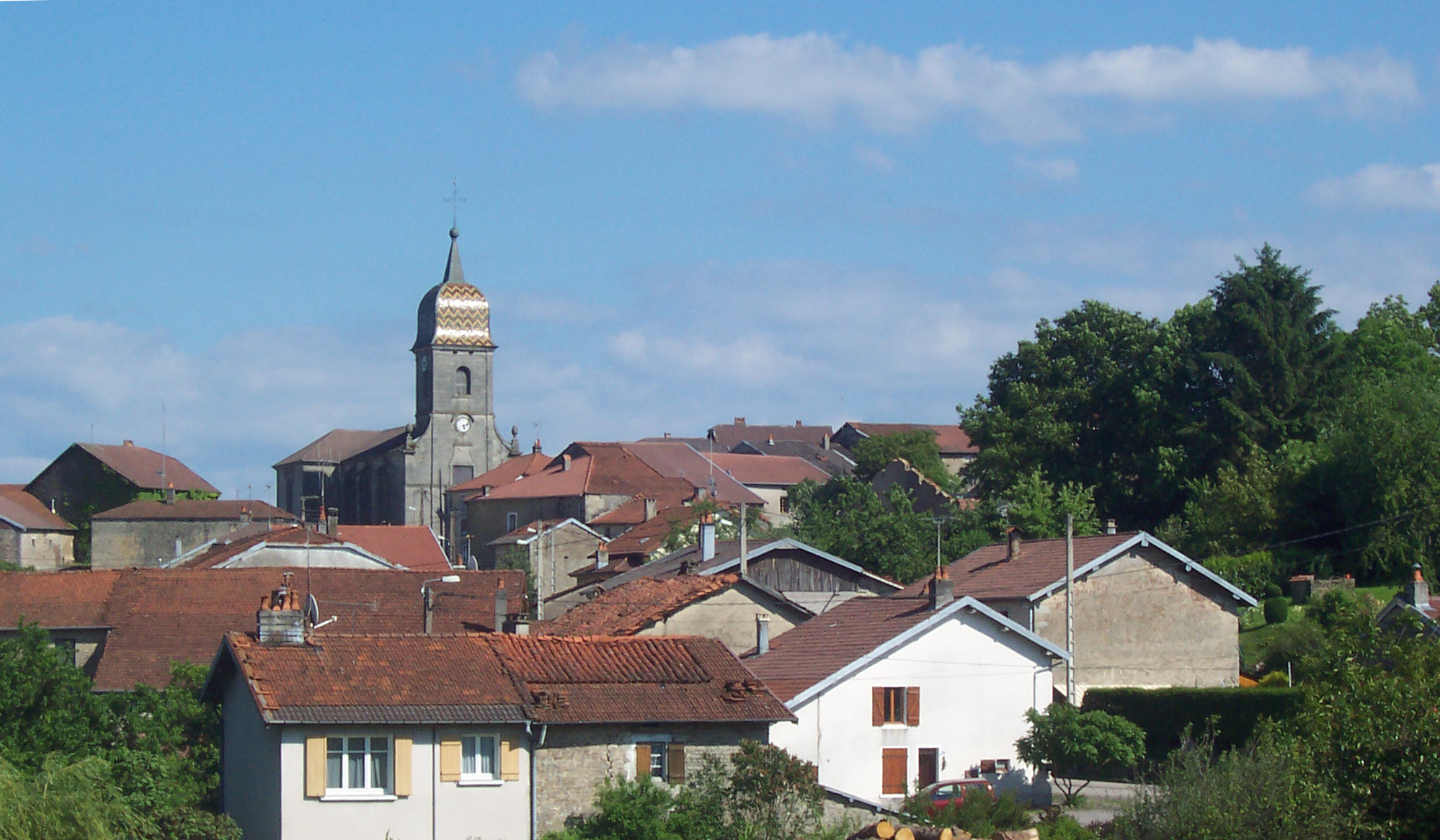
Église Saint-Gengoult d'Harsault.
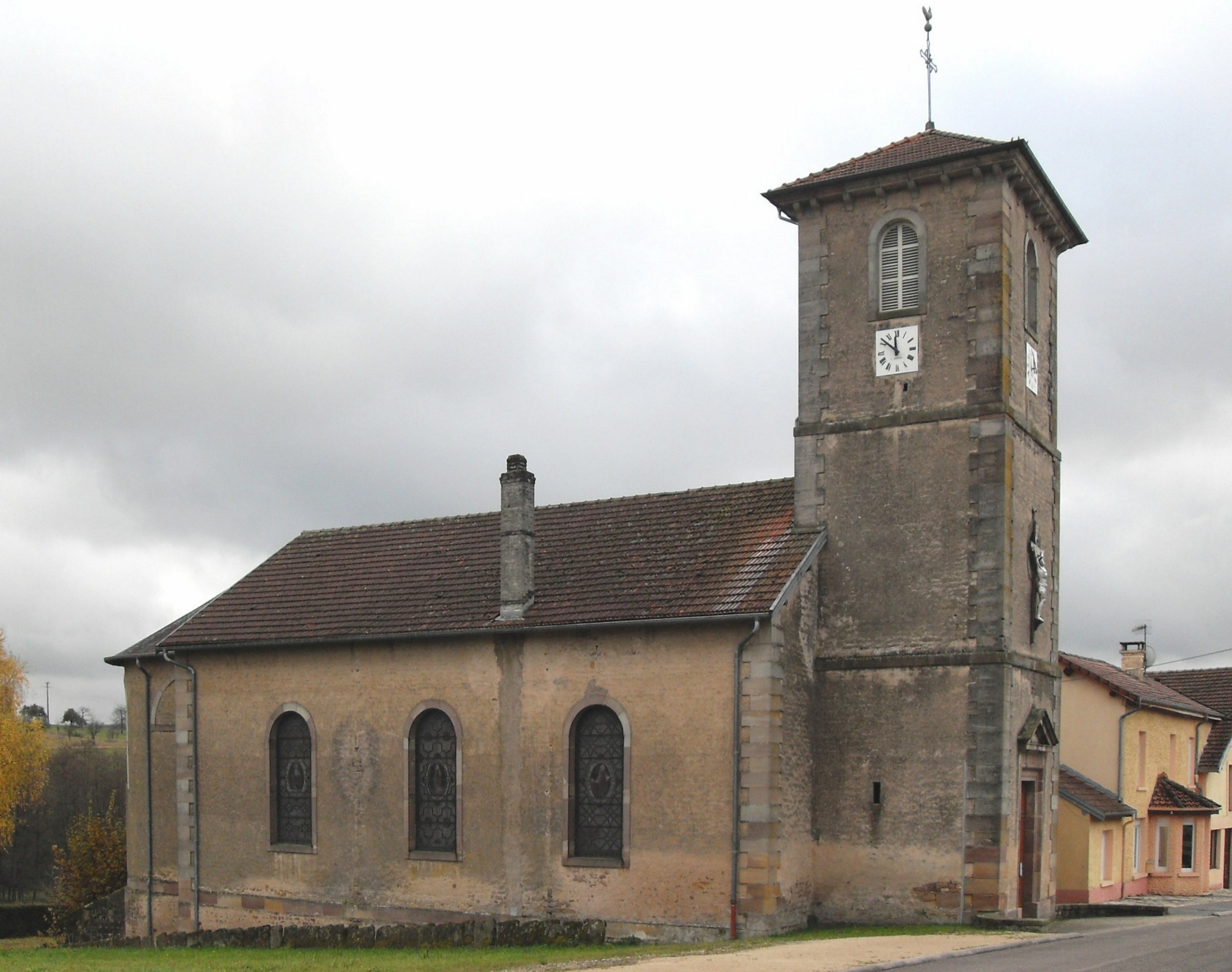
Église Saint-Luc d'Hautmougey.

### Personnalités liées à la commune
Voir :
- Bains-les-Bains,
- Harsault,
- et Hautmougey.

### Héraldique
| Blason | Blasonnement : D'azur à la fontaine d'or jaillissante et rayonnante d'argent, accompagnée en chef d'un B d'or clouté d'argent de cinq pièces à dextre, et d'une abeille d'or à senestre. Commentaires : Le 24 juin 1829, une lettre de la Préfecture remise au maire, le baron Girard, reconnait à Bains-les-Bains le nom de ville en vertu de l'article 663 du code civil. C'est à la suite de cette lettre que furent composées les armoiries de Bains-les-Bains. Ces armoiries sont déjà signalées dans l'ouvrage de Léon Louis, paru en 1887, Le département des Vosges. La fontaine évoque la tradition thermale. L'initiale B est chargée de besants pour représenter des têtes de clous, industrie renommée de Bains-les-Bains et de la vallée du Côney. L'abeille est l'emblème de l'obéissance et du travail, cependant, l'abeille fut l'emblème de Louis XII et de l'Empire. Devons-nous y voir un symbole lisible par tous les courants politiques de l'époque ? |